# Expérience du cerf-volant de Franklin
Pour les articles homonymes, voir Cerf-volant (homonymie).

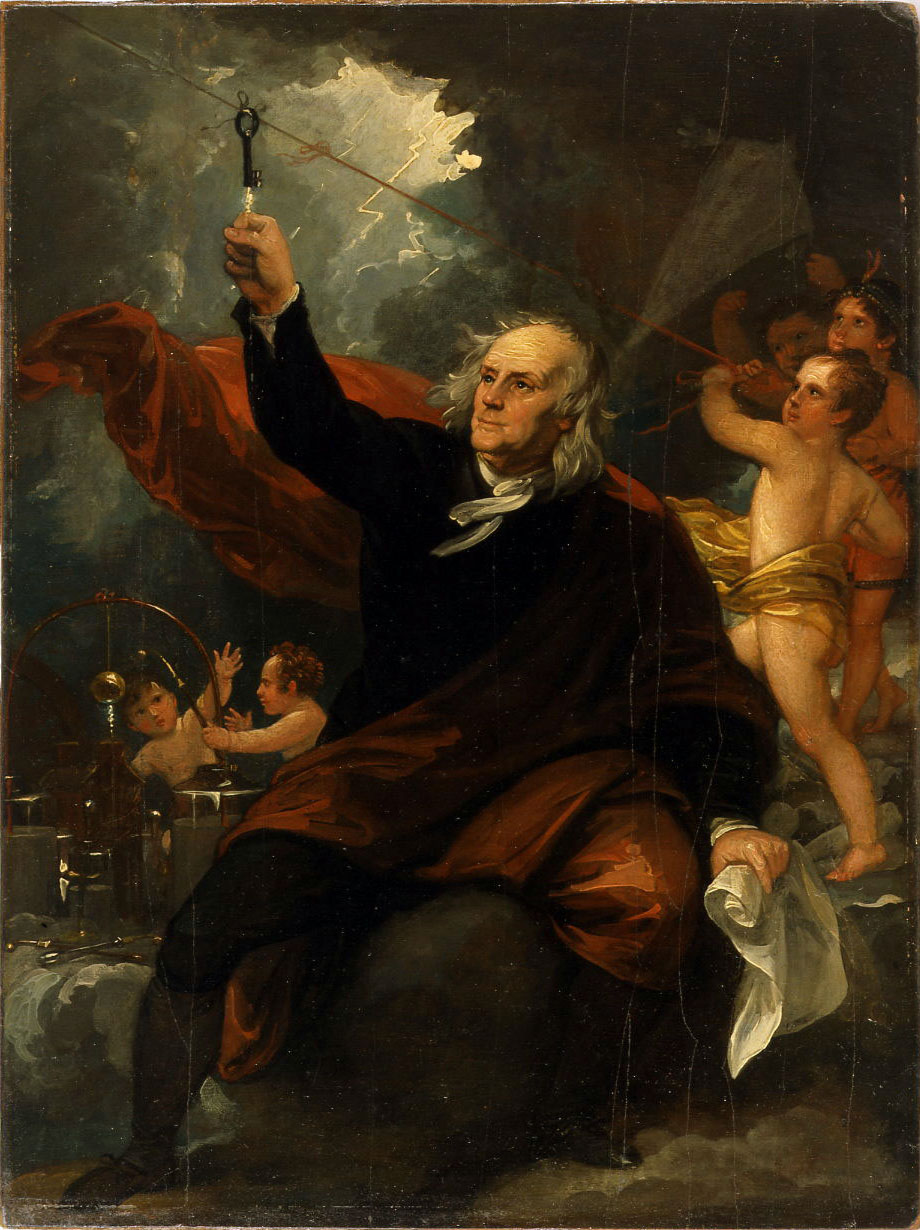
Benjamin West, Benjamin Franklin Drawing Electricity from the Sky (v. 1816).

L’expérience du cerf-volant de Franklin est une recherche scientifique menée par Benjamin Franklin en 1752, et visant à prouver la nature électrique des éclairs. Son protocole opératoire — faire voler un cerf-volant durant un orage pour le faire frapper par la foudre — le rend célèbre et fait de lui, selon l'histoire officielle[non neutre], l'inventeur du paratonnerre.

## Expérimentations sur la nature électrique des éclairs
Le physicien Benjamin Franklin conduit à la fin des années 1740 des recherches sur la nature de l'électricité. L'une de ses convictions est que les éclairs sont de nature électrique. Une partie de la communauté scientifique, et principalement la Royal Society, porte peu d'intérêt à ses recherches, et traite avec ridicule ses explications sur la nature électrique des éclairs. En réponse, Franklin publie en 1750 le protocole d'une expérience, proposant de faire voler un cerf-volant au cours d'un orage, une clef métallique attachée au fil du cerf-volant. Les risques mortels auxquels s'expose un expérimentateur au cours de cette expérience sont déjà connus à l'époque, et Franklin rédige ce protocole comme une demi-plaisanterie adressée à ses contradicteurs.
Sa proposition est prise avec beaucoup de sérieux en Europe continentale, suscitant un grand intérêt dans la communauté scientifique. Des expériences en ce sens sont réalisées, dont l'une s'avère fatale pour Georg Wilhelm Richmann. Le 10 mai 1752, le Français Thomas-François Dalibard réalise l'expérience de Franklin en utilisant une barre de fer de 50 pieds à la place d'un cerf-volant. Une semaine plus tard, M. Delor répète l'expérience à Paris, puis en juillet, c'est au tour de l'Anglais John Canton de réaliser l'expérience proposée par Benjamin Franklin,.
L'histoire officielle rapporte que le 15 juin 1752, Franklin aurait réalisé sa fameuse expérience près de l'église épiscopale de Philadelphie où il réside. Le physicien, pour vérifier son hypothèse, aurait conçu un cerf-volant (aérodyne muni d'une pointe de fer, relié à une corde de chanvre humidifiée, avec attaché à son extrémité, un cordon de soie qu'il tient à la main et auquel est noué une petite clé métallique) placé sous un gros nuage orageux. Le cerf-volant aurait été frappé par la foudre. Le flux électrique à haute tension aurait immédiatement couru le long du câble et provoqué une étincelle dans la clé fixée au sol. Il est fort probable qu'il n'ait pas réellement conduit cette expérience. De plus, le compte rendu de cette expérimentation n'est pas rédigé avant 1767, dans l'ouvrage History and Present Status of Electricity de Joseph Priestley. Dans ses écrits, Benjamin Franklin indique qu'il est au fait des dangers que présente son expérience, et propose d'autres alternatives pour démontrer la nature électrique des éclairs. Si Benjamin Franklin réalise son expérience, c'est vraisemblablement non pas de la façon dont il la décrit initialement, en se faisant volontairement frapper par la foudre à l'aide d'un cerf-volant, ce qui se serait révélé fatal pour lui, mais plutôt en utilisant un cerf-volant pour collecter les charges électriques du nuage d'une tempête, et générer ainsi une faible charge d'électricité statique dans le collecteur (la clef), ce qui aurait impliqué que les éclairs étaient effectivement de nature électrique.
Le 19 octobre, il décrit dans une lettre à destination de l'Angleterre des conseils pour répéter l'expérience : « Lorsque la pluie a suffisamment mouillé la ficelle pour conduire librement le feu électrique, vous trouverez [ce feu électrique] jaillissant abondamment de la clef à l'approche de votre coude, et avec cette clef, une fiole, ou bouteille de Leyde, peut être chargée : et les esprits obtenus de ce feu électrique peuvent être excités, et [il devient possible de réaliser] toute autre expérience sur l'électricité habituellement menées à l'aide d'un tube ou globe en verre et caoutchouc, et donc la similitude avec la nature électrique des éclairs complètement démontrée. »
Les expériences de Benjamin Franklin sur l'électricité ont conduit à l'invention du paratonnerre. Il remarqua que des conducteurs ayant un bout pointu plutôt que rond étaient capables de décharger silencieusement, et à une plus grande distance. Il supposa que ces connaissances pourraient se révéler utiles dans la protection des bâtiments contre la foudre, en attachant « debout des barres de fer, pointues comme des aiguilles et dorées pour prévenir la rouille, et du pied de ces barres [part] un fil vers l'extérieur du bâtiment jusqu'à la terre… ces barres pointues n'attireraient-elles pas silencieusement le feu électrique depuis un nuage avant qu'il soit à un niveau suffisamment élevé pour frapper, et ce faisant nous protéger ainsi de ce brusque et terrible méfait ! » Après une série d'expériences sur sa propre maison, ces paratonnerres sont installés sur les bâtiments de l'Académie de Philadelphie (plus tard l'Université de Pennsylvanie) et la Pennsylvania State House (qui devient plus tard l'Independence Hall) en 1752.
L'implication de Benjamin Franklin dans le domaine de la recherche sur la nature de l'électricité, a conduit à l'adoption de plusieurs termes dont Benjamin Franklin faisait usage, comme « positif/négatif » ou « charge ». Il reçut diverses décorations honorifiques de l'Université Harvard, de l'Université Yale, et de l'Université de William et Mary. La prestigieuse Royal Society de Londres lui remit sa médaille Copley en 1753, et l'accueille comme membre en 1756.
Le physicien français Jacques de Romas (1713-1773) conduit autour de Nérac une suite d'expériences sur l'électricité de l'air à l'aide d'un cerf-volant à des dates qui correspondent à celles de B. Franklin au point qu'il est difficile d'attribuer le mérite de l'antériorité à l'un ou à l'autre des deux chercheurs.